# 榮普
宗室榮普（？—？）满洲正蓝旗人，清朝宗室。

## 生平
宗室榮普是满洲正蓝旗人，清朝宗室，曾经为即补知府。1909年，清廷开资政院，宗室榮普出任资政院钦选议员。